# Doris Müller
Doris Müller   (Waldheim, 25 de febrer de 1935 - Leipzig, 25 de febrer de 2013) fou una atleta alemanya, especialista en el llançament de disc, que va competir sota bandera de la República Democràtica Alemanya entre mitjans de la dècada de 1950 i mitjans de la de 1960.
Durant la seva carrera esportiva va prendre part en els Jocs Olímpics d'Estiu de 1960 i 1964. El 1960 quedà eliminada en sèries en el llançament de disc mentre el 1964 fou catorzena.
En el seu palmarès destaquen una medalla de plata al Campionat d'Europa d'atletisme de 1962, en finalitzar rere la soviètica Tamara Press, i cinc campionats nacionals de disc entre 1957 i 1961.
Va millorar en diverses ocasions el rècord nacional de la RDA, fins a situar-lo en els 56,39 metres el 1962.

## Millors marques
- Llançament de disc. 56,39 metres (1962)[1][6]